# تپه‌ماهور

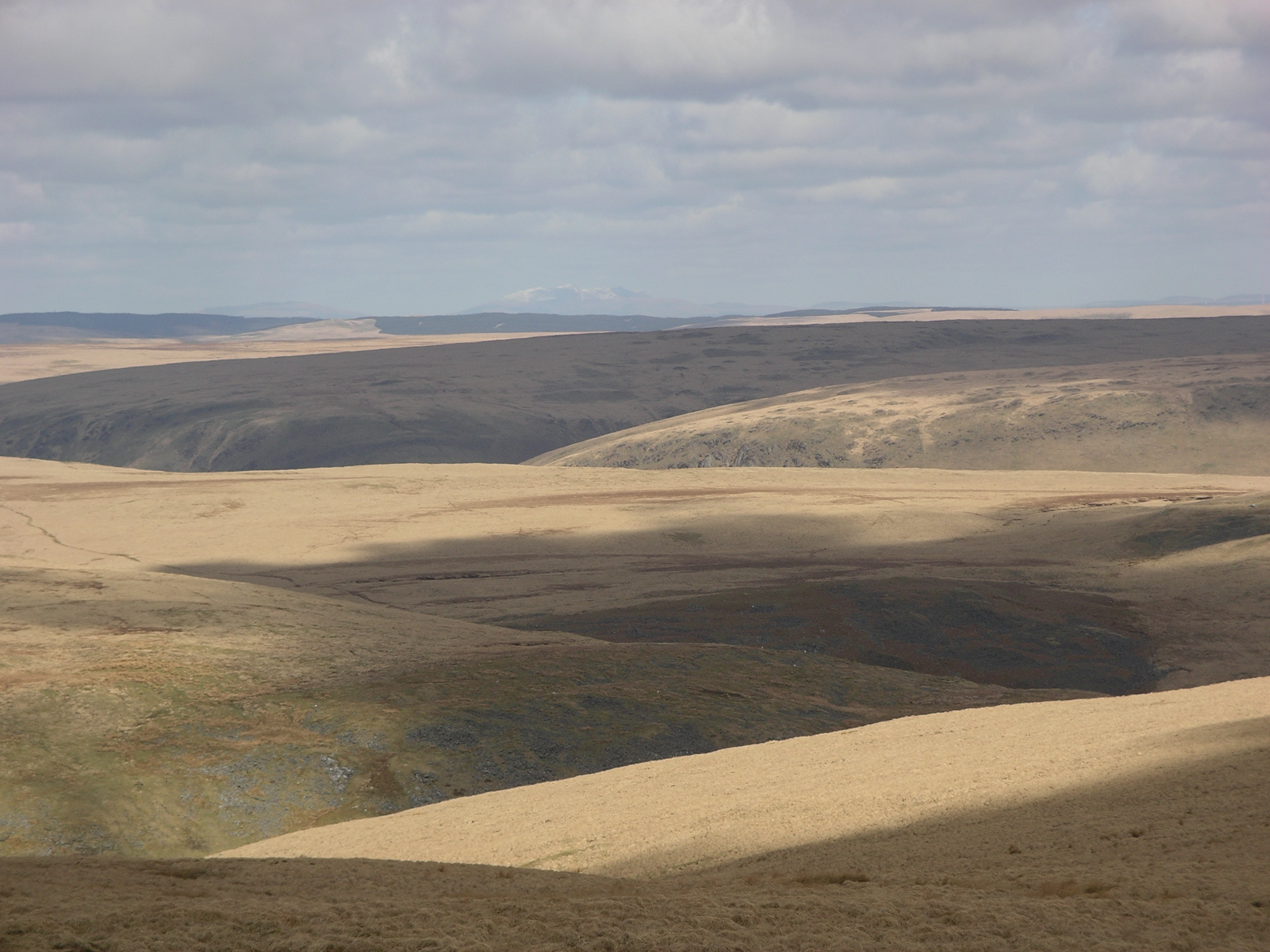
تپه‌ماهورهای گسترده در بیابان ولز

تپه‌ماهور (به انگلیسی: Moorland) نوعی زیستگاه است که در مناطق کوهسار در مناطق چمنزارها، گرم‌دشت‌ها و درختچه‌زارهای معتدله و چمنزارها و درختچه‌زارهای کوهستانی در برخی زیست‌بوم‌ها است که ویژگی آنها پوشش گیاهی کوتاه و پی‌اچ خاک اسیدی است. امروزه، تپه‌ماهورها عموماً به معنی تپه کشت‌نشده است (مانند دارت موور در جنوب غربی انگلستان، اما تالاب‌هایی از قبیل سژمور و نیز جنوب غربی انگلستان را نیز دربر می‌گیرد). همچنین نزدیک به خلنگزار است، اگرچه متخصصان از نظر معنی دقیق پوشش گیاهی با آن موافق نیستند. معمولا مور، کوهساری در مناطق بارانی مرتفع است، در عوض، خلنگزار به مناطق پستی گفته می‌شود که احتمالا در نتیجه فعالیت‌های انسانی هستند.
زیستگاه‌های تپه‌ماهوری، بیشتر در منطقه گرمسیری آفریقا، شمال اروپا و غرب اروپا و نیز قلمرو نوگرمسیری در آمریکای جنوبی یافت می‌شوند. 